# 里見宗次
里見 宗次（さとみ・むねつぐ、1904年11月2日 - 1996年1月30日）は、日本のグラフィックデザイナー。大正時代に渡仏し、第二次世界大戦の時期を除いて戦前・戦後のパリで活動。ムネ・サトミ (Mounet Satomi) の名でも呼ばれる。

## 生涯

### 誕生からボザール卒業まで
1904年（明治37年）11月2日、大阪府大阪市住吉区帝塚山に生まれる。里見家は実業家で、五人きょうだいの末っ子（三男）であった。長兄の同級生には小出楢重がおり、小出は里見家にはよく出入りする関係であった。
1911年、本来の学齢より1年早く天王寺師範附属小学校に入学。1914年、桜島噴火のポスターコンクールに応募し、金賞を受賞した。1917年、府立今宮中学校に入学、飛び級で1年早く卒業。東京美術学校を受験する準備を行っていたが、フランスから帰国したばかりの小出楢重に刺激され、1922年（大正11年）にパリに渡る。おりしも花開いたエコール・ド・パリ全盛期をパリで過ごすことになる。
アカデミー・ジュリアンで勉強した後に、パリ国立高等美術学校（エコール・デ・ボザール）本科を受験。定員7名中6番で合格した。里見は、パリ国立美術学校本科に入学した初の日本人である。1923年から1926年まで油絵を学ぶ。ボザールでは、1924年と1925年にデッサンで第一席を受賞。1924年には、フォア・ド・パリのポスターコンクールに入賞した。また、1926年には春・秋のサロンに入選している。
なお、在学中にやはり留学中であったルーマニア人、マリワラ（ラスジャ・マリワラ・ラスジャノ）と知り合い、1925年に結婚する。

### 商業美術家として活躍 - パリを離れるまで
1927年2月父が他界したことから、生計の道を断たれ、商業美術家に転じることを決意。グラフィックデザイナー「ムネ・サトミ」として、そのままパリで活躍することになる。ショパン広告会社に勤務後、フレガット社にアトリエ課長として迎えられる。
1928年、ゴロワーズたばこのポスターコンクールで一等賞を受賞し、注目を集める。1932年、フォア・ド・パリのポスターコンクールで一等賞を受賞。1933年、「6日間自転車競争」 (fr:Six jours de Paris) ポスターコンクールで一等賞を受賞し、これを契機として独立する。
カッサンドルのポスター "NORD EXPRESS" に衝撃を受けたという里見は、これらポスターでグランプリを受賞したことから、当時の一流ポスター作家達と親交を深め、特にカッサンドルの技法に影響を受ける。この時期の里見の作品は、アール・デコを体現するもので、KLMオランダ航空のポスター（1934年）などが知られる。
1934年、東京で雑誌「広告界」が主催した「国際商業美術交歓展」にポスターを出品。里見のポスターが日本で公開されるのは、これが初めてのことであった。1935年、パリで初の日本ポスター展「日本広告美術展」を開催。
1936年、初めて帰国。滞在中に、鉄道省、日本郵船、御木本真珠店からポスター制作を受注する。1937年、パリ万国博覧会広告館に出展。鉄道省のポスター『JAPAN』で名誉賞と金杯を受賞する。
1938年、在留日本美術家協会の結成にあたり、事務局を引き受け、同年12月および翌年7月の在仏日本人美術家展開催に尽力する。
1939年、第二次世界大戦が始まったことからパリを離れる。

### タイ、そして再びパリへ
1940年1月に帰国。同年3月、ニューヨーク万国博覧会日本館のデコレーションを担当することになり、単身渡米。このニューヨーク滞在中に、アルコのポスターを制作した。
帰国後、杉浦非水に請われて多摩帝国美術学校（現・多摩美術大学）図案科教授に就任するも、翌1941年にはフランス語の実力を買われ、外務省嘱託としてサイゴンに渡る。その後、1943年に日泰文化協会会員としてバンコクへ派遣される。家族をバンコクに呼び寄せ定住し、「義」部隊の宣伝部長を勤める一方で、日本文化会館主催の美術展やコンクールを開催する。
1945年、同地で終戦を迎えると、バンバートンの強制収容所へ送られる。今までのポスター作品も、その際に没収され失われた。1946年には解放されるが、引き続きタイにとどまり、パリでの学生時代からの旧知であったピブーンソンクラームから、タイ国劇場の舞台装置家の職を斡旋される。その後、シャム航空（現：タイ国際航空）などの広告デザインを手がける。1948年には、タイ美術学校顧問に就任する。
1951年にはパスポートの発給を受け、タイを離れ、翌年再びパリに戻る。1953年、旧友の藤田嗣治の勧めで、カンパーニュ・プルミエール街の、藤田が住む隣のアパートへ転居し、以後この場所に住む。
1954年には健康食品展(SALON DE LA SANTÉ)、1958年には政府広報「パンを食べよ」(MANGEZ DU PAIN VOUS VIVREZ BIEN)のポスターをそれぞれ発表。1964年以降、国際食品展（SIAL、隔年開催）のポスター制作を第14回まで担当。他にも数多くのポスターを手がける。
1974年、勲三等瑞宝章を授与される。
デザイナーとしての活動は衰えることなく、2万点を超える作品を残した。1989年に日本に帰国。1996年1月30日、奈良県大和郡山市の病院で心不全のため死去、享年91。

## 作品集・著書
- 『のすどディアマン―ある広告美術家の歩いた道』（1981年）
- 『巴里花画集』（京都書院　1991年）

## 主要展覧会
- 里見宗次展（そごう美術館・1990年）
- 里見宗次展（奈良そごう美術館・1992年）
- 里見宗次とモンパルナスの日本人画家たち（ナビオ美術館・小倉そごう・東武百貨店池袋店・千葉そごう美術館・1994年）